# Vladimír Kýhos (1933)
Vladimír Kýhos (* 6. ledna 1933) je bývalý československý hokejový obránce. Za Litvínov nastoupil v lize i jeho syn Vladimír Kýhos. Po skončení aktivní kariéry působil jako trenér.

## Hokejová kariéra
V československé lize hrál za CHZ Litvínov. Odehrál 8 ligových sezón, nastoupil ve 230 ligových utkáních a dal 14 ligových gólů. V nižších soutěžích hrál i za TJ Slovan Ústí nad Labem.

## Klubové statistiky
| Sezona    | Klub                     | Soutěž  | Základní část | Základní část | Základní část | Základní část | Základní část |
| Sezona    | Klub                     | Soutěž  | Z             | G             | A             | B             | TM            |
| --------- | ------------------------ | ------- | ------------- | ------------- | ------------- | ------------- | ------------- |
| 1957/1958 | Jiskra SZ Litvínov       | 3. liga | -             | 5             | -             | -             | -             |
| 1956/1957 | Jiskra SZ Litvínov       | 2. liga | -             | 0             | -             | -             | -             |
| 1957/1958 | Jiskra SZ Litvínov       | 2. liga | -             | 2             | -             | -             | -             |
| 1958/1959 | Jiskra SZ Litvínov       | 2. liga | -             | 6             | -             | -             | -             |
| 1959/1960 | Jiskra SZ Litvínov       | 1. liga | 22            | 0             | 1             | 1             | -             |
| 1960/1961 | Jiskra SZ Litvínov       | 1. liga | 31            | 4             | 5             | 9             | -             |
| 1961/1962 | Jiskra SZ Litvínov       | 1. liga | 32            | 4             | 5             | 9             | -             |
| 1962/1963 | CHZ Litvínov             | 1. liga | 32            | 0             | -             | -             | -             |
| 1963/1964 | CHZ Litvínov             | 1. liga | 32            | 2             | -             | -             | -             |
| 1964/1965 | CHZ Litvínov             | 1. liga | 23            | 0             | -             | -             | -             |
| 1965/1966 | CHZ Litvínov             | 1. liga | 27            | 2             | 3             | 5             | -             |
| 1966/1967 | CHZ Litvínov             | 1. liga | 31            | 2             | -             | -             | -             |
| 1967/1968 | TJ Slovan Ústí nad Labem | 2. liga | -             | -             | -             | -             | -             |
| 1968/1969 | TJ Slovan Ústí nad Labem | 2. liga | -             | -             | -             | -             | -             |
| 1969/1970 | TJ Slovan Ústí nad Labem | 2. liga | -             | -             | -             | -             | -             |
| 1970/1971 | TJ Slovan Ústí nad Labem | 2. liga | -             | -             | -             | -             | -             |
| 1971/1972 | TJ Slovan Ústí nad Labem | 2. liga | -             | -             | -             | -             | -             |